# Scree Peak
Der Scree Peak (englisch für Schutthaldenspitze, in Argentinien Cerro San Agustín, in Chile Cerro Contador) ist ein markanter und 560 m hoher Hügel mit abgeflachtem Gipfel auf Eagle Island im Prinz-Gustav-Kanal südlich der nördlichen Spitze der Antarktischen Halbinsel.
Der Falkland Islands Dependencies Survey kartierte und benannte ihn 1945. Namensgebend sind die Tali an seinen Flanken. Chilenische Wissenschaftler benannten ihn dagegen nach Héctor Contador López, Leiter der Reparatureinheit auf der Bernardo-O’Higgins-Station während der 21. Chilenischen Antarktisexpedition (1966–1967). Der Hintergrund der argentinischen Benennung ist nicht überliefert.